# Ітайополіс
Ітайополіс (порт. Itaiópolis) — муніципалітет та його адміністративний центр у штаті Санта-Катарина, у південній частині Бразилії. Населення муніципалітету станом на 2022 рік становило 21699 мешканців, з яких значну частину складають особи українського походження.

## Етимологія назви
Назва Ітайополіс складається з «ita» (камінь) + «i-ó» (мокрий) + «pólis» (місто). Тобто, «місто мокрого каменю (або плити)» може бути пов'язане з характерними для регіону річками, які мають довгі ділянки кам'яних плит, по яких тече вода.

## Історія

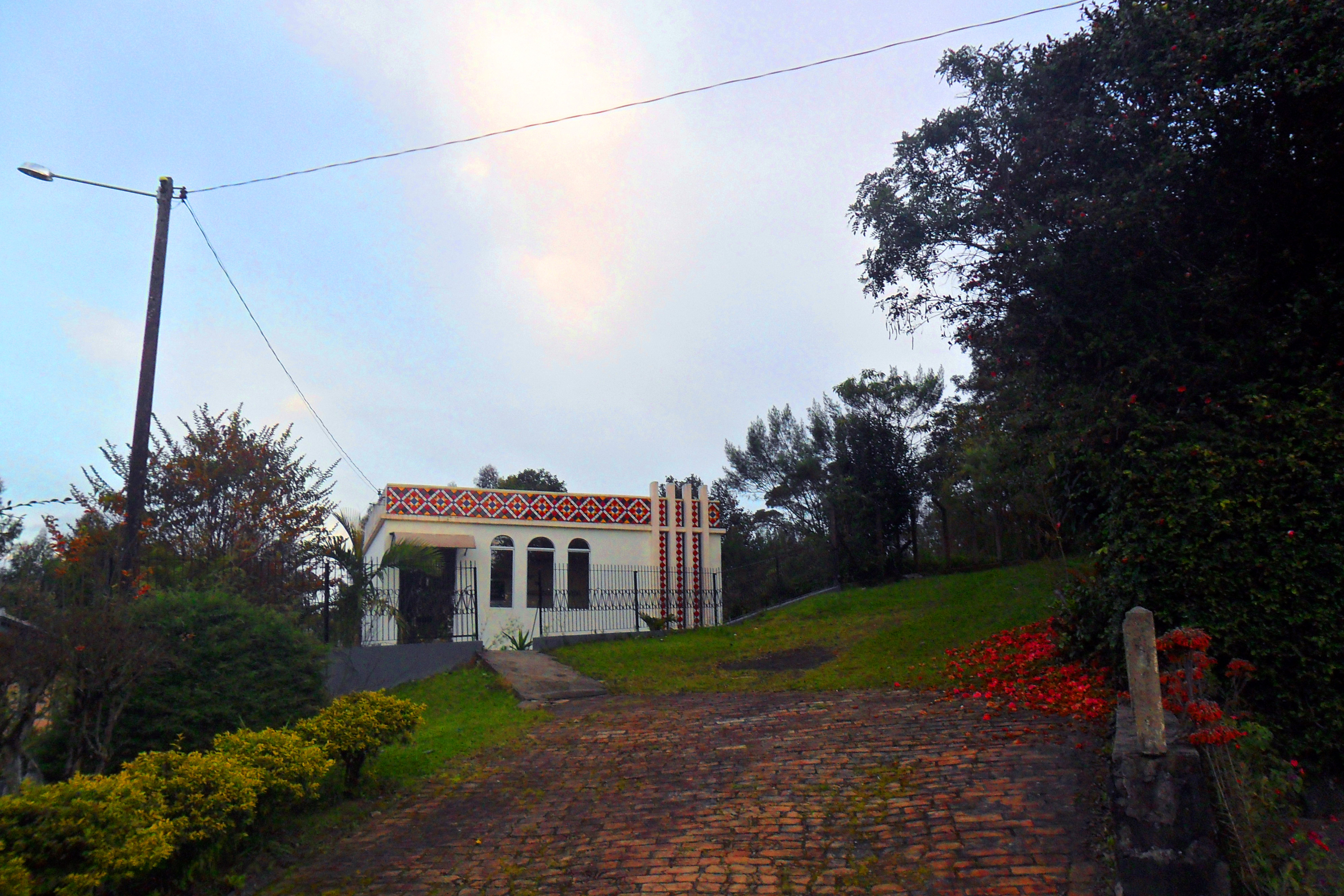
Центр Українських традицій

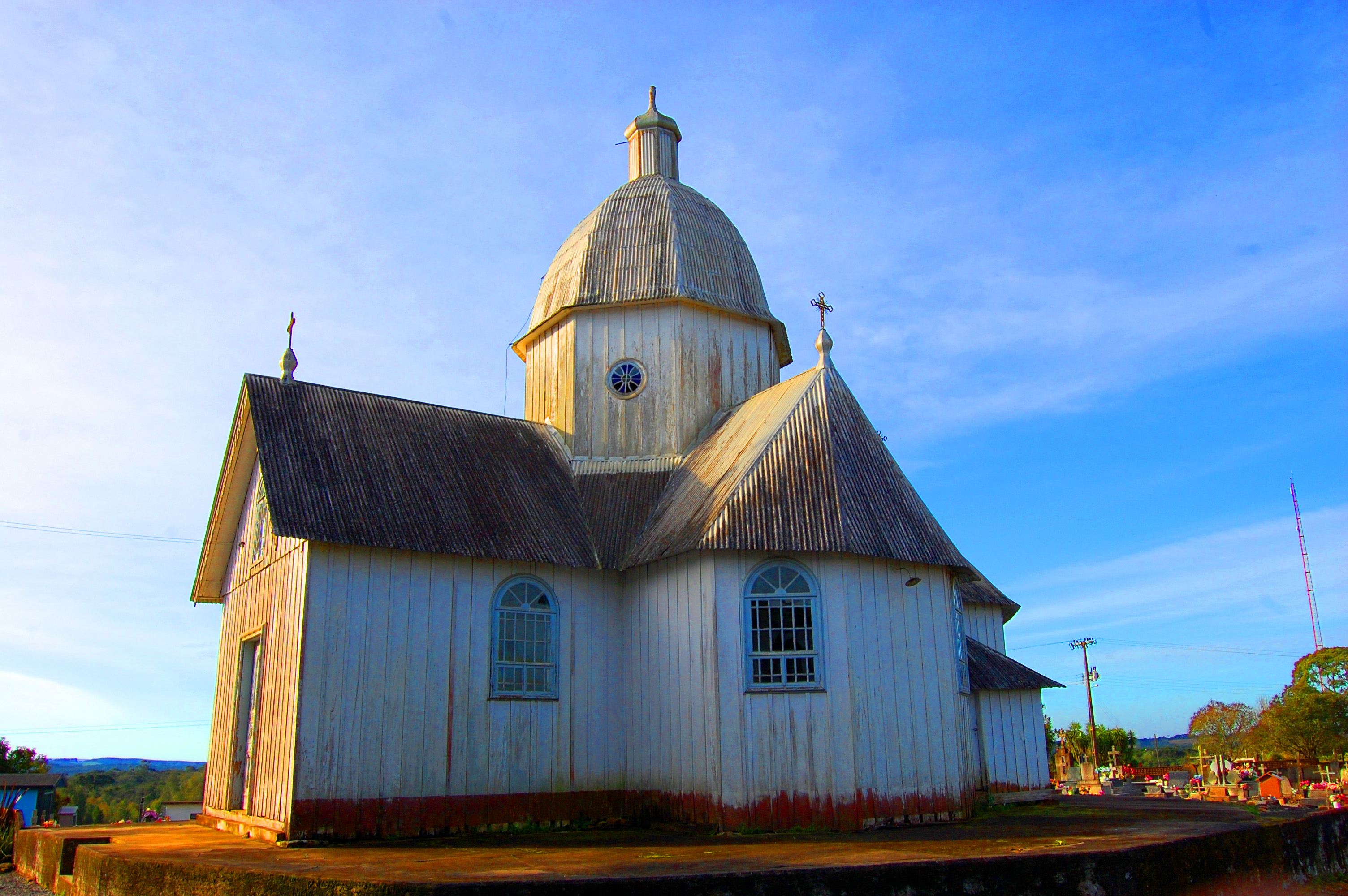
Стара церква Св. Петра і Павла

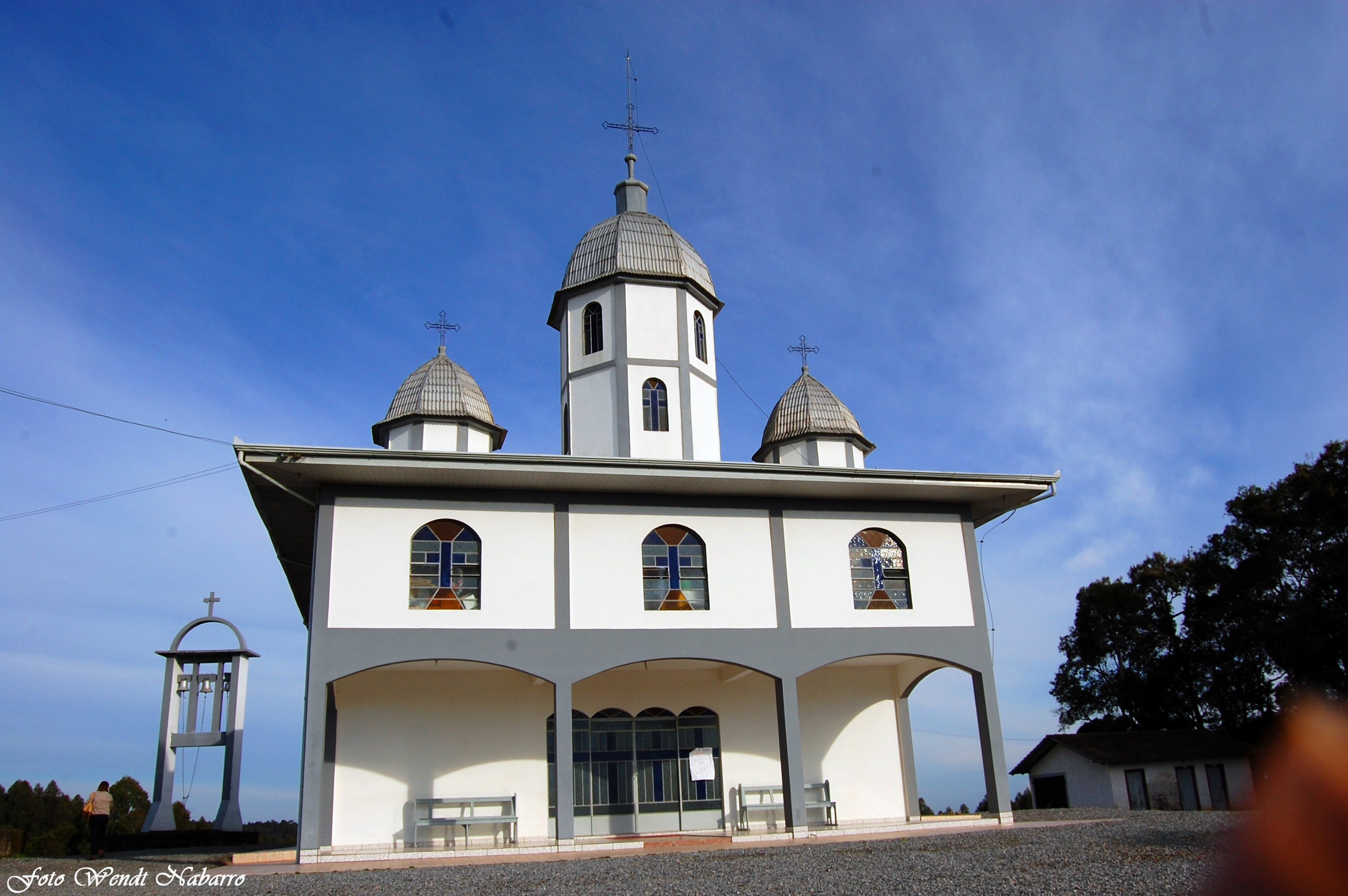
Нова церква

На території міста спочатку було засновано колонію Лусена, яка вважається початковою точкою міста Ітаіополіс. Вважається, що назву міг дати інженер Карлос Леопольдо Феррейра, голова Земельної комісії Ріо-Негро, на честь барона Енріке Перейра де Лусена, на той час міністра сільського господарства, торгівлі та громадських робіт. У 1891 році сюди прибули інші поселенці, зокрема українці, поляки та німці з Сан-Бенту-ду-Сул, які утворили поселення, яке дало початок нинішньому місту.
Місто має багато слідів європейських поселенців, які зберегли свої рідні мови. На в'їзді до міста вас привітають чотирма мовами: португальською, польською, українською та німецькою. Українська та польська громада є особливо помітними. 

### Українці муніципалітету
Українці об'єднані у кілька парафій УГКЦ, зокрема парафію Пресвятої Родини в Ірасемі, яка була заснована в 1903 році. Навколо церкви є цілий комплекс, що включає грот, присвячений Люрдській Божій Матері і пагорб Голгофи. На пагорбі Голгофи побудовані стації Хресної дороги, яка завершується вівтарем, встановленим на його вершині. Щороку парафія організовує прощу.
Іншою важливою громадою є парфія церкви Св. Петра і Павла, збудована в районі Моема та вважається пам'яткою української імміграції в країні і була внесена до списку об'єктів історичної, етнографічної, археологічної та ландшафтної спадщини на федеральному рівні і є частиною Національного туристичного маршруту. Поряд із старою церквою згодом було збудовано нову муровану.

### Персоналії
- Діонісій (Ляхович) — єпископ Української греко-католицької церкви, апостольський візитатор для українців-католиків в Італії та Іспанії, титулярний єпископ Еґнатії, василіянин.

## Галерея

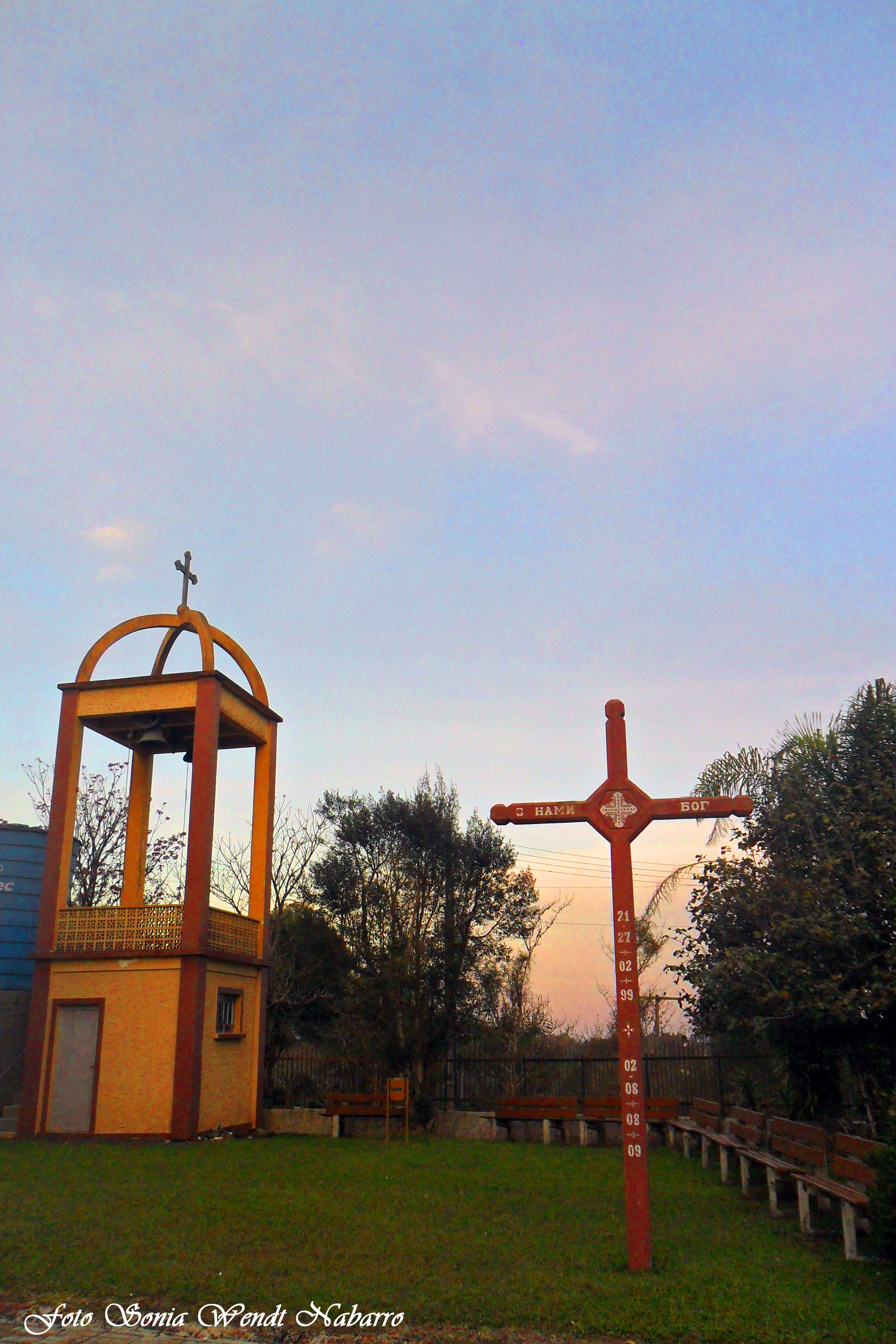
Хресна дорога
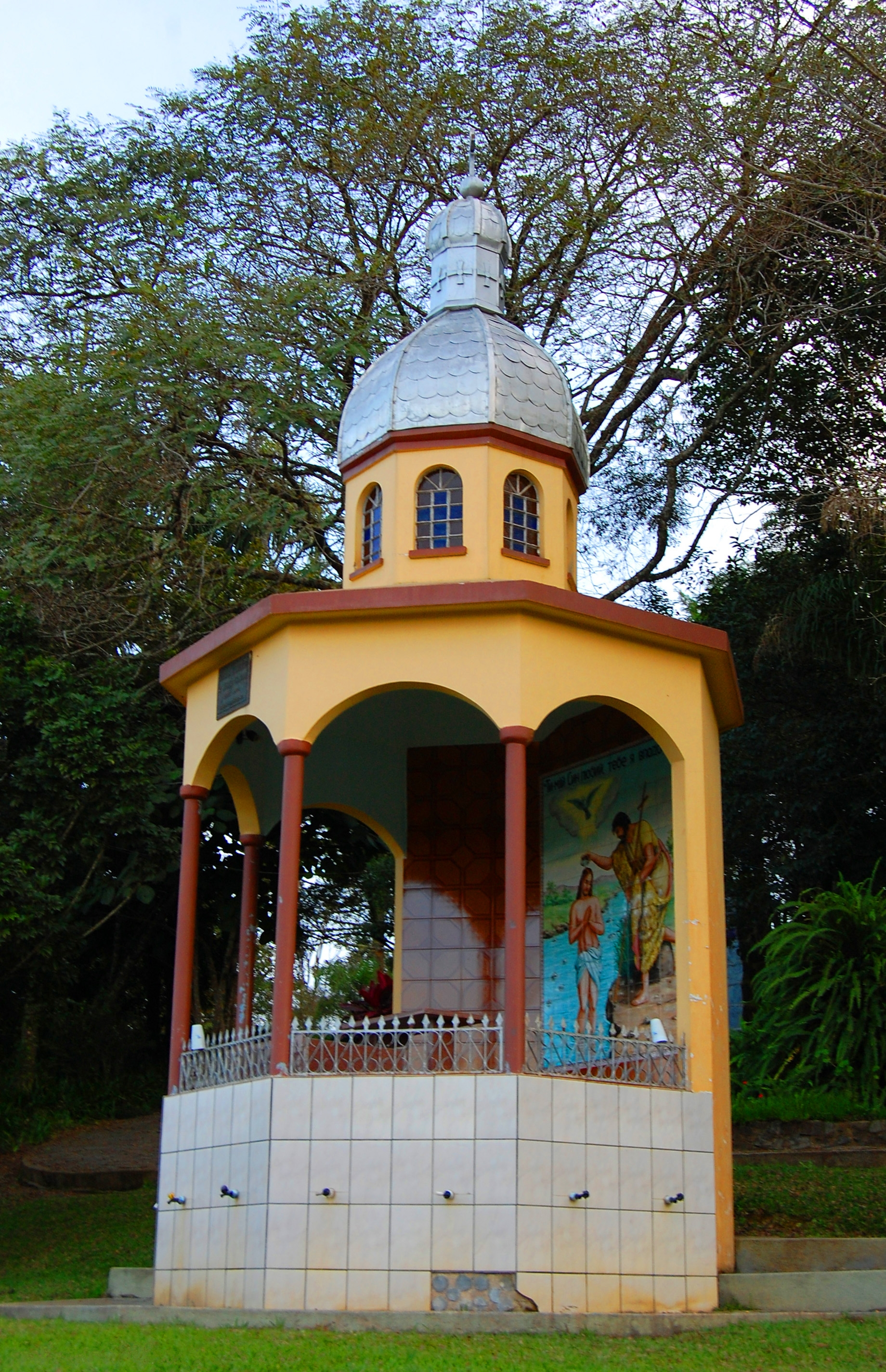
Капличка
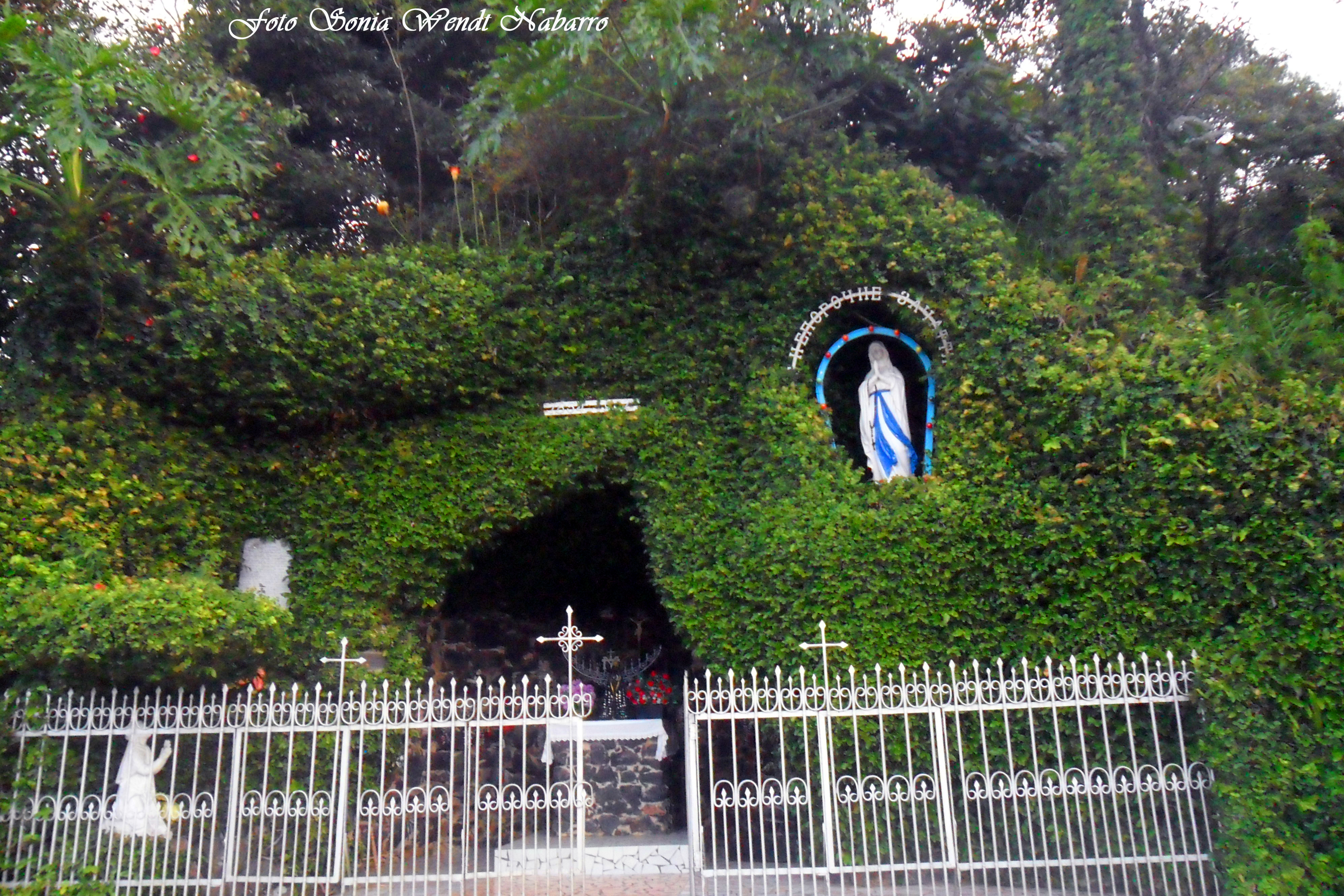
Грот Матері Божої Люрдської
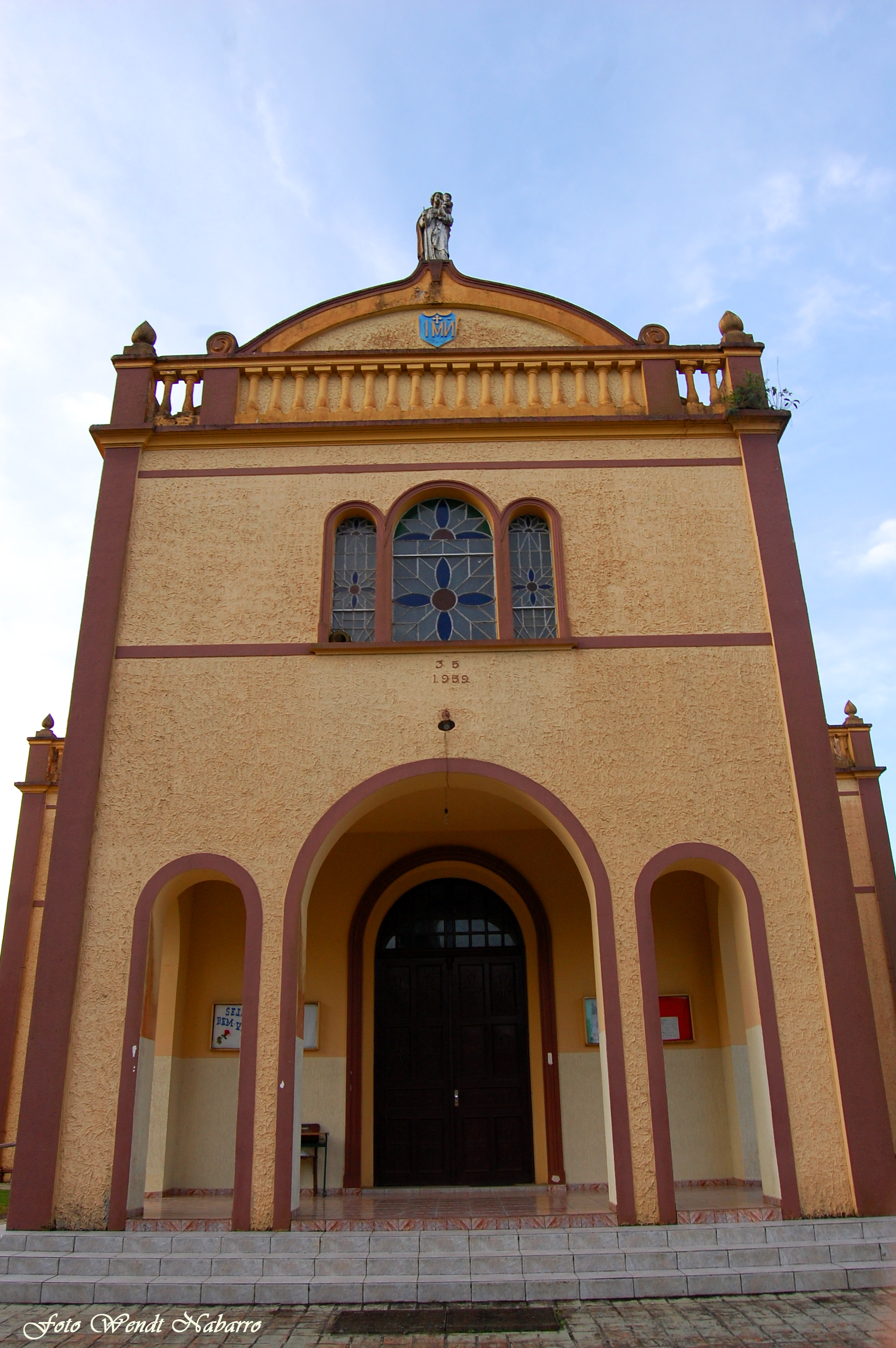
Фасад церкви Пресвятої Родини